# Inope maerens
Inope maerens  (лат.) — вид чешуекрылых насекомых (бабочек) из семейства пестрянок.

## Распространение
Распространены в Хабаровском и Приморском краях, а также Сахалинской области России, в Японии, на Корейском полуострове и севере Китая.
Этих бабочек можно наблюдать с июля по август. Размах их крыльев составляет 16—18 мм.